# Longitarsus ferruginipennis
Longitarsus ferruginipennis là một loài bọ cánh cứng trong họ Chrysomelidae. Loài này được Fuente miêu tả khoa học năm 1910.